# Pi (画像圧縮)
Pi（パイ）は、日本で使われていた画像圧縮フォーマットの一つ。PIC形式と同じくやなぎさわ考案による可逆圧縮の画像圧縮形式である。
インターネットの普及する以前のパソコン通信上での画像交換に使われていたフォーマットの一つ。
同じくやなぎさわが開発したPICは、X68000向けに作られていたが、Piは主にPC-9801向けのフォーマットとして開発されており、PIC形式に比べて扱える色の数が少ない（16色、256色）ため、PICからC(Color)を落としてPiと命名されている。
アルゴリズムは、改良ランレングス法と疑似ハフマン符号化の組み合わせであり、同時代に使われていたMAGフォーマットと比べて圧縮率は高いが、展開速度が遅いのが特徴である。256色PiはMAGと同じく圧縮率はあまり良くなく、LHAなどによる2次圧縮を期待している。
普及率では先行していたMAGの後塵を拝し、ウェブブラウザの普及と共にGIF、JPEGが画像フォーマットの中心になると次第に使用されなくなっていった。